# Румеріке

Румеріке на мапі Акерсгуса.
Північне Румеріке
Південне Румеріке

Румеріке (давньоскан. Raumaríki) — історична область, розташована на північний схід від Осло, то що зараз являє собою південний схід Норвегії. Румеріке знаходиться на території сучасного фюльке Акерсгус.

## Історія
До об'єднання Норвегії, Румеріке було невеликою незалежною державою. Розквіт князівства припадає на V—VII століття н. е. Готський історик VI століття Йордан у своїй роботі Getica згадує на території Scandza плем'я під назвою Raumarici, що повністю відповідає латинізованому варіанту Raumaríki.
У Беовульфі і Видсиді згадуються Heaðo-Reamas — бойові реами.
| - Сучасні комуни Північного Румеріке - Улленсакер - Еррум - Наннестад - Нес - Ейдсволл - Хурдал                |
| - Сучасні комуни Південного Румеріке - Фет - Леренскуґ - Ниттедал - Релінген - Шедсму - Серум - Еурскуг-Хеланн |